# X10

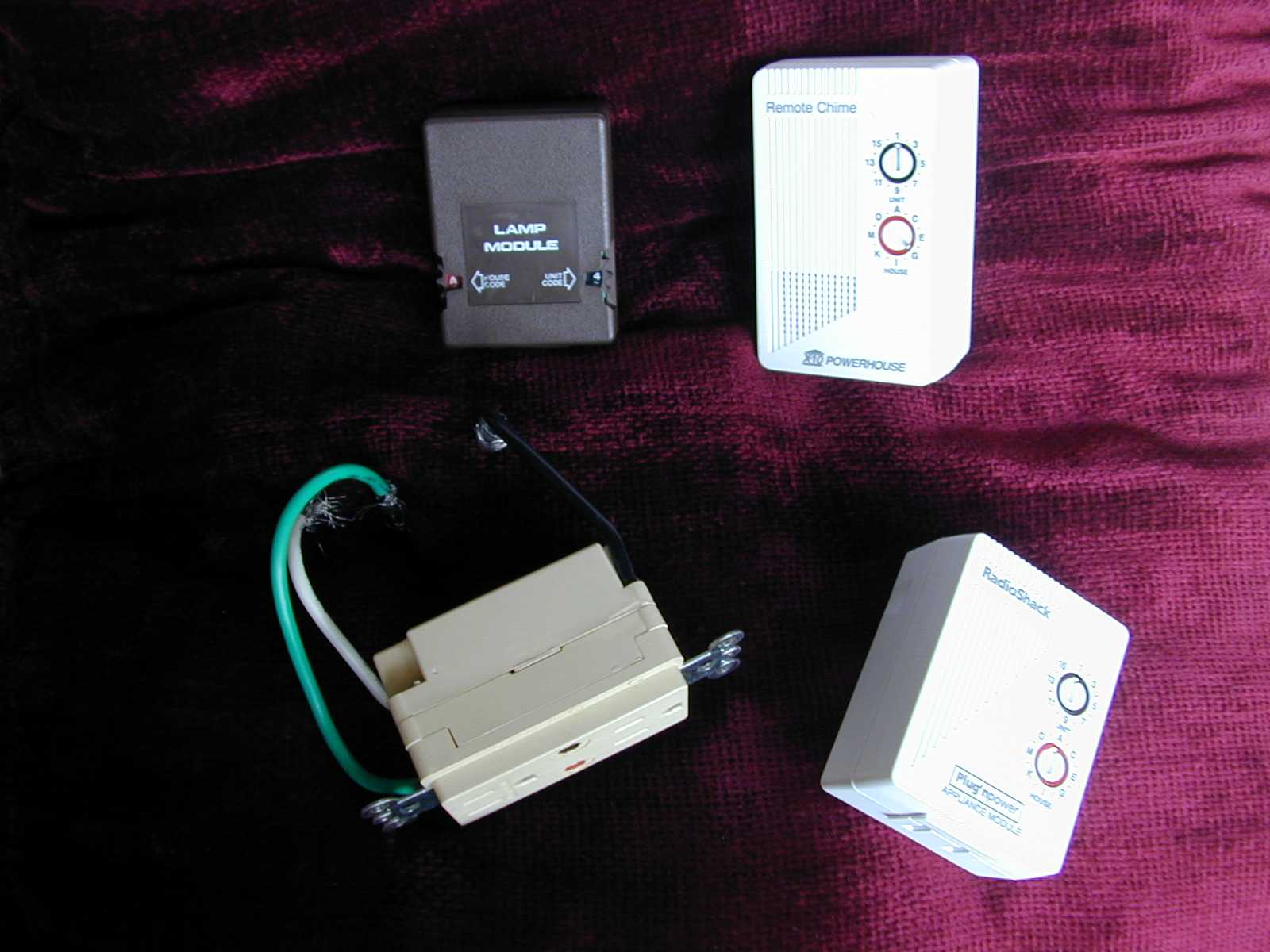

X10 is een internationale en open industriestandaard voor een communicatieprotocol tussen zenders en ontvangers voor domotica (huisautomatisering), dat gebruikmaakt van het elektriciteitsnet (X10 power line) of van radiofrequentie (X10 RF).
X10 werd ontwikkeld in 1975 door het Schotse Pico Electronics om afstandsbediening van huisapparatuur mogelijk te maken. Het was de eerste domotica netwerktechnologie voor algemeen gebruik en is nog steeds de meest wijdverspreide. Ondanks het bestaan van alternatieven met een hogere bandbreedte, blijft X10 wereldwijd populair in de huisomgeving met een goedkope beschikbaarheid van nieuwe componenten.

## Werking X10 power line
X10 bestaat uit zenders (controllers) en ontvangers, die in een stopcontact gestoken worden. Een apparaat of lamp wordt aangesloten op de ontvanger. De zender en de ontvanger communiceren over het elektriciteitsnet, waardoor geen extra communicatienetwerk aangelegd hoeft te worden. Voorbeelden van zenders zijn transceivers (zet een signaal van een draadloze afstandsbediening om naar een signaal op het elektriciteitsnet) of de computerinterface (kan aangesloten worden op een computer of voert zelf eenvoudige programma's en tijdschema's uit).
Voorbeelden van ontvangers zijn lampontvangers (waarmee lampen aan- of uitgeschakeld of gedimd kunnen worden) en apparaatontvangers (waarmee apparaten met meer vermogen geschakeld kunnen worden).

## Werking X10 RF
X10 commando's kunnen ook via radiosignalen verzonden worden, in Europa wordt de frequentie 433,92 MHz gebruikt, in de VS is dit 310 MHz.

Om X10 RF te kunnen gebruiken is een apparaatje (gateway/bridge) nodig dat de radiosignalen omzet naar X10 power line.

## Protocol
De adressering bestaat uit veelvouden van vier bits:
- De eerste vier bits bevatten een "huisselectie"-code, weergegeven als een letter (A tot P, de eerste 16 letters van het alfabet).
- Een of meer "unit selectie"-codes, weergegeven als een getal (01 tot 16); meerdere selectiecodes worden gebruikt om meerdere lichten/apparaten gelijktijdig te sturen.
- De laatste vier bits bevatten het te versturen commando; alle geadresseerde units wachten tot het commando is ontvangen.

Ieder apparaat in huis moet een unieke code krijgen, waardoor maximaal 256 apparaten (16 × 16) storingsvrij in elkaars bereik kunnen worden gebruikt. Tot 16 apparaten gebruikt men in het algemeen 1 huisselectiecode per woning, maar zolang er geen problemen zijn met buren, kunnen meerdere codes hiervoor per huis worden gekozen. Bij problemen met units welke veroorzaakt kunnen worden door signalen van andere woningen, kan een filter worden geplaatst zodat geen signalen het huis verlaten of vreemde signalen het huis niet binnenkomen.